# 아미카신
아미카신(amikacin)은 수많은 병균 감염을 위해 사용되는 항생물질이다. 여기에는 화농성 관절염, 복강내 전염, 수막염, 폐렴, 패혈증, 요로감염증이 포함된다. 다제내성 결핵 치료에 사용할 수도 있다. 정맥 주사 또는 근육 주사를 통해 투여할 수 있다.
다른 아미노글리코사이드 항생물질들처럼 아미카신은 청각 장애, 균형 문제, 신부전을 일으킬 수 있다. 다른 부작용으로는 호흡 불능을 유발시키는 마비가 포함된다. 임신 중 투여하면 태아의 영구적인 귀먹음을 유발할 수 있다. 아미카신은 박테리아의 30S 리보솜 소단위체의 기능을 차단함으로써 단백질 생산을 하지 못하게 막음으로써 동작한다.
아미카신은 1971년 특허를 받았으며 1976년 상용화되었다. 의료제도에 필수적인 가장 효과적이고 안전한 의약품 목록인 WHO 필수 의약품 목록에 등재되어 있다. 개발도상국의 도매가는 1개월 기준 13.80 ~ US$130.50이다. 미국내 1회 치료 비용은 일반적으로 25 ~ US$50에 달한다. 카나마이신으로 만든다.